# Mélanie Coste

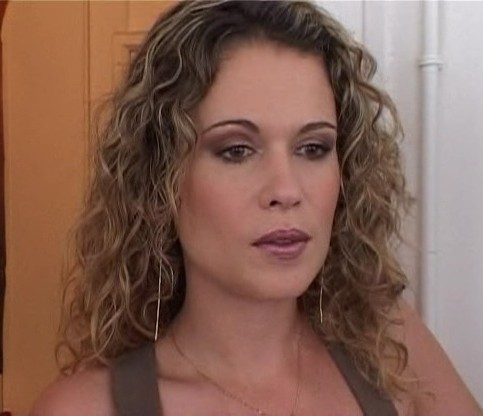
Mélanie Coste (2003).

Mélanie Coste (* 31. März 1976 in Bordeaux als Delphine Anne Liliane Dequin) ist eine ehemalige französische Pornodarstellerin und Filmschauspielerin.

## Leben
Mélanie Coste wurde am 31. März 1976 als Delphine Dequin in Bordeaux geboren. Dort war sie als Mitarbeiterin eines Reisebüros tätig. Vor ihrem Einstieg in die Pornobranche posierte sie für Fotoaufnahmen für das Magazin Hot Video. Nachdem sie durch diese erotischen Aufnahmen Bekanntheit erlangt hatte, unterschrieb sie bald darauf einen Vertrag mit dem französischen Pornoproduzenten Marc Dorcel, welcher mit ihr unter anderem die Filme L'affaire Katsumi (2001) und Une nuit au bordel produzierte. Darauf arbeitete sie mit dem Pornoproduzenten Fred Coppula zusammen, welcher sie für die Filme Le journal de Pauline (2002), Scandale (2003) und La Menteuse (2003) besetzte. Im Jahre 2003 wurde sie mit dem Venus Award ausgezeichnet.
Mit dem Beginn ihrer Beziehung zu Philippe Vecchi, einem Journalisten des Fernsehsenders Canal+, im Jahre 2004 beendete Coste ihre Pornokarriere. Im selben Jahr erhielt sie eine Rolle im Film Touristes? Oh yes! des französischen Filmregisseurs Jean-Pierre Mocky.

## Auszeichnungen
- Venus Award 2003: Beste Darstellerin Frankreich[3]

## Filmographie (Auswahl)
- Sexualité: mode d'emploi (2000)
- L'Affaire Katsumi (2001)
- Mélanie sex model (2002)
- Marie ou La fascination charnelle (2002)
- Manuela ou L'impossible plaisir (2002)
- Le Journal de Pauline (2002)
- Hôtel particulier (2002)
- Hot Frequence (2002)
- Scandale (2003)
- Une nuit au bordel (2003)
- Le Parfum du désir (2003)
- La Menteuse (2003)
- Mélanie la jouisseuse (2003)
- Hot-Sex à St Tropez (2003)
- Virginie (2003)
- No Limit (2004)
- A Night with Melanie (2004)
- A Night at the Bordello (2004)
- The Liar (2004)
- Education of Claire (2004)
- Touristes ? Oh yes ! (2004)
- Vengeance brûlante (2005)
- Anal Deluxe Anthology (2006)